# Anse Royale
Anse Royale est un district des Seychelles de l'île de Mahé. L'École Polytechnique de l'Homme se trouve dans ce quartier.

## Géographie

### Démographie
Le district d'Anse Royale couvre 6,6 km2 et compte 3 688 habitants (2002).